# Bezirk Küssnacht

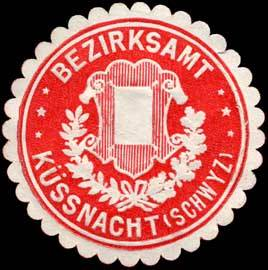
Siegelmarke Bezirksamt-Küssnacht

Der Bezirk Küssnacht ist ein Bezirk des Kantons Schwyz in der Schweiz. Wie bei Einsiedeln und Gersau bilden politische Gemeinde und Bezirk eine Einheit.
Zur politischen Gemeinde Küssnacht gehören die Orte Küssnacht, Immensee und Merlischachen, die je eigene römisch-katholische Kirchgemeinden bilden, sowie der Weiler Haltikon. Die reformierte Kirchgemeinde umfasst den ganzen Bezirk; als Diasporagemeinde gehören ihr rund zwölf Prozent der Bevölkerung an.

## Politische Gemeinden
| Wappen       | Fahne        | Name der Gemeinde | Einwohner (31. Dezember 2023) | Fläche in km² | Einwohner pro km² |
| ------------ | ------------ | ----------------- | ----------------------------- | ------------- | ----------------- |
| Küssnacht SZ | Küssnacht SZ | Küssnacht         | 14'044                        | 29,38         | 478               |
| Total        | Total        | Total             | 14'044                        | 29,38         | 478               |

Die Landfläche von Küssnacht beträgt 29,38 km², dazu kommt je ein Anteil am Vierwaldstättersee und am Zugersee. Die Gesamtfläche beträgt 36,2 km².

## Veränderungen im Gemeindebestand

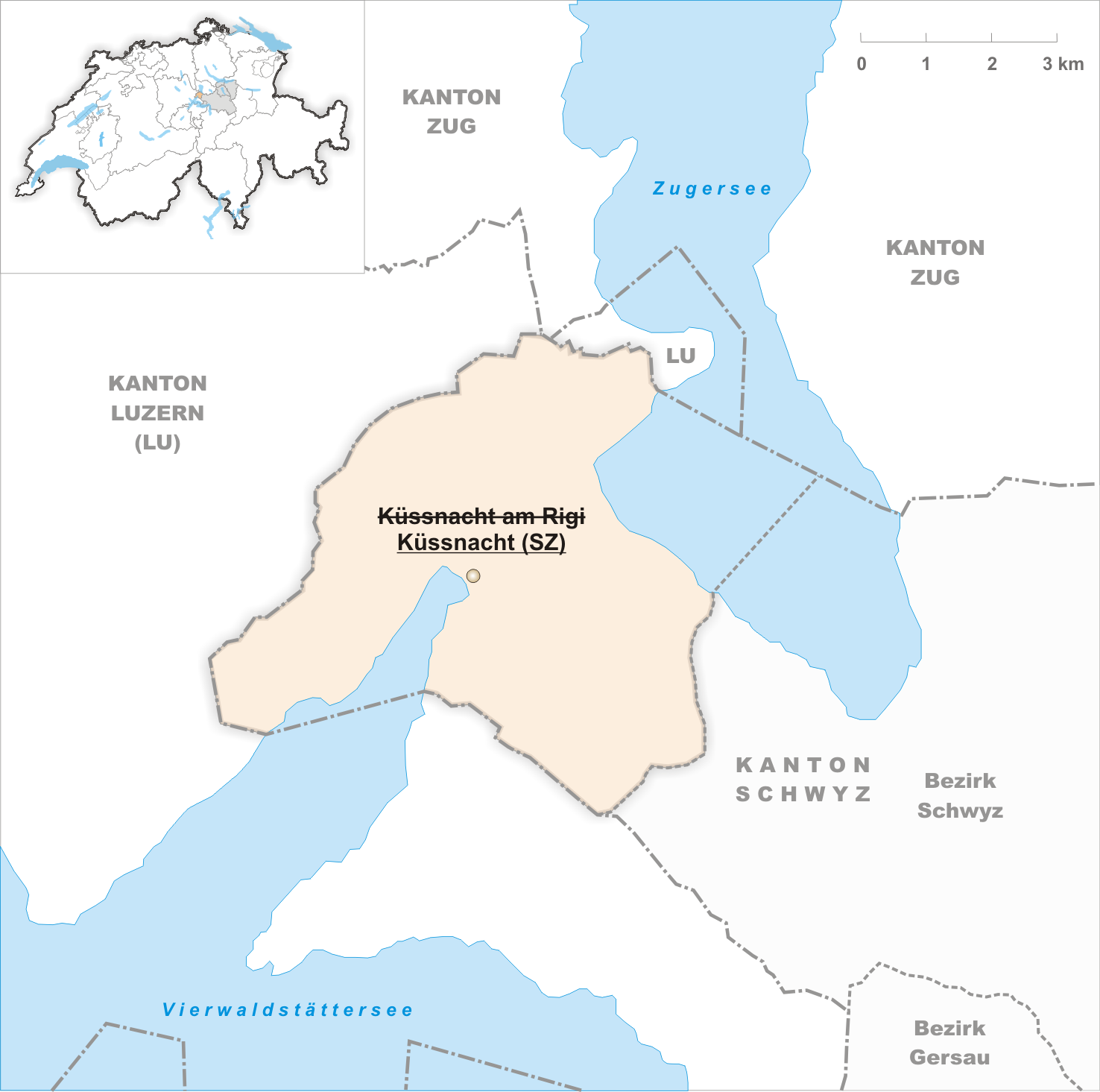
Gemeinden bis 2003

- 2004: Namensänderung von Küssnacht am Rigi  →  Küssnacht (SZ)

## Ortschaften
| PLZ  | Name der Ortschaft |
| ---- | ------------------ |
| 6405 | Immensee           |
| 6403 | Küssnacht          |
| 6402 | Merlischachen      |